# Poisson carnassier
Pour les articles homonymes, voir Carnassier.
Un poisson carnassier est une appellation générique donnée aux poissons d'eau douce qui sont caractérisés par un régime alimentaire très carnivore, notamment piscivore. En France, elle regroupe l'Achigan à grande bouche (Micropterus salmoides), le Grand brochet (Esox lucius), la Perche commune (Perca fluviatilis), le Sandre (Sander lucioperca) et le Silure glane (Silurus glanis). Même s'ils appartiennent aux mêmes ordres, la Grémille (Gymnocephalus cernua), le Crapet-soleil (Lepomis gibbosus) ou encore le Poisson-chat commun (Ameiurus melas) ne sont pas considérés comme des carnassiers. Ils sont à distinguer notamment des poissons blancs et des salmonidés. Terme employé dans le monde de la pêche, les techniques (en) utilisées pour leur capture sont surtout l'utilisation de poissons vivants (en) comme appât (en) ou un leurre (en) imitant leur forme,.

Poissons carnassiers en France :
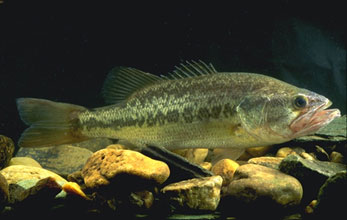
L'Achigan à grande bouche.
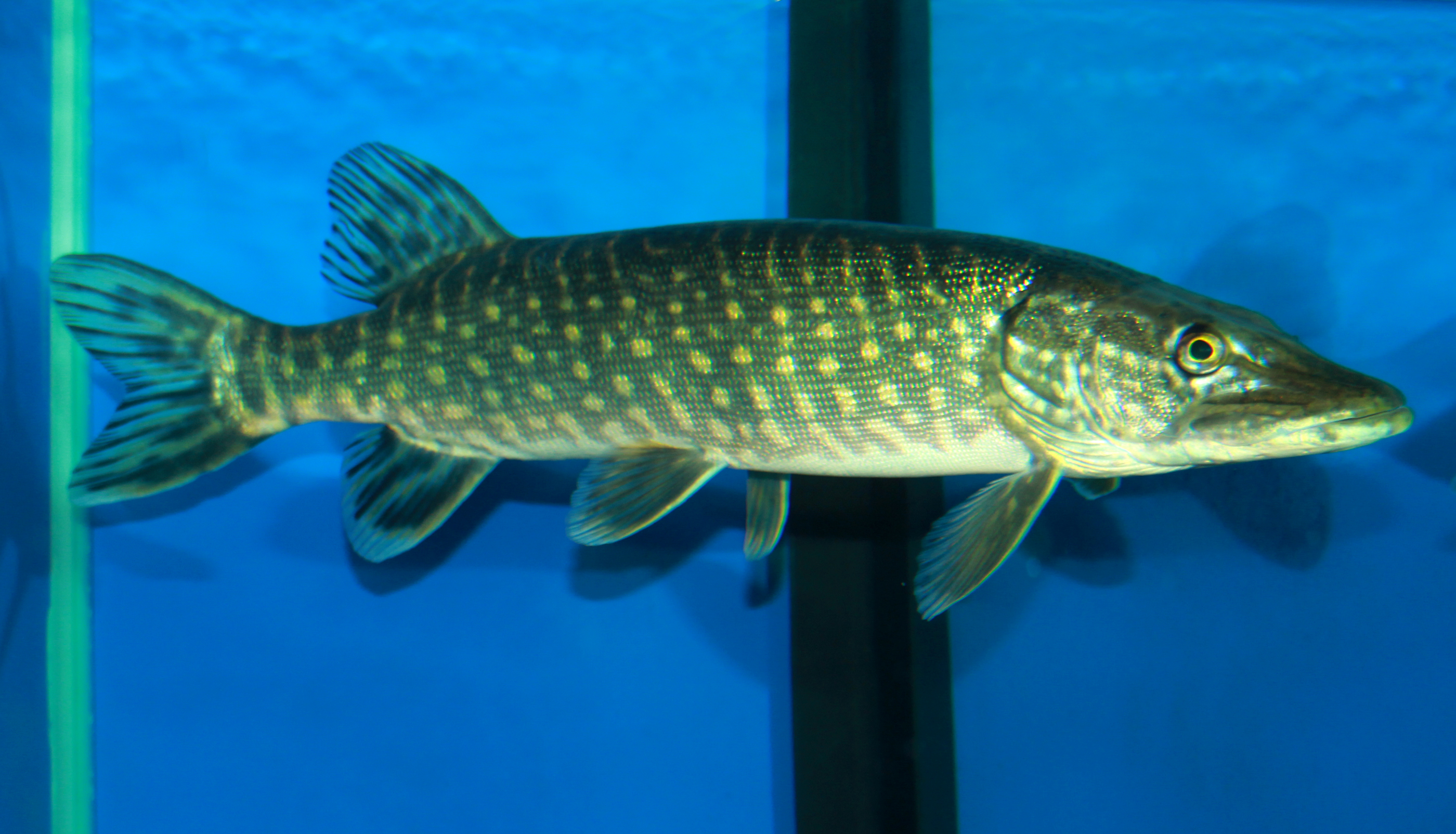
Le Grand Brochet.
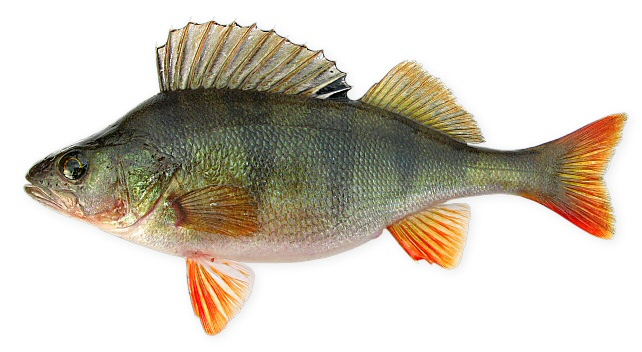
La Perche commune.
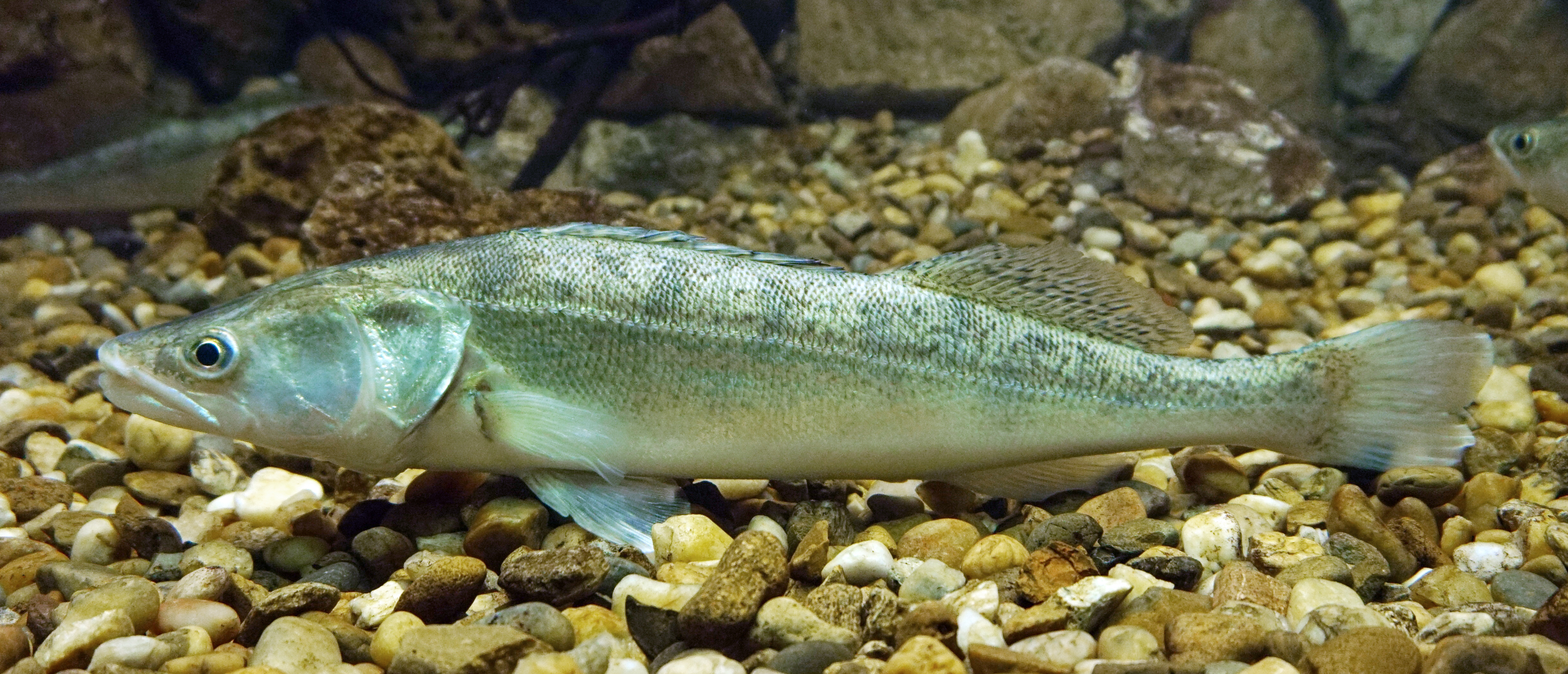
Le Sandre.
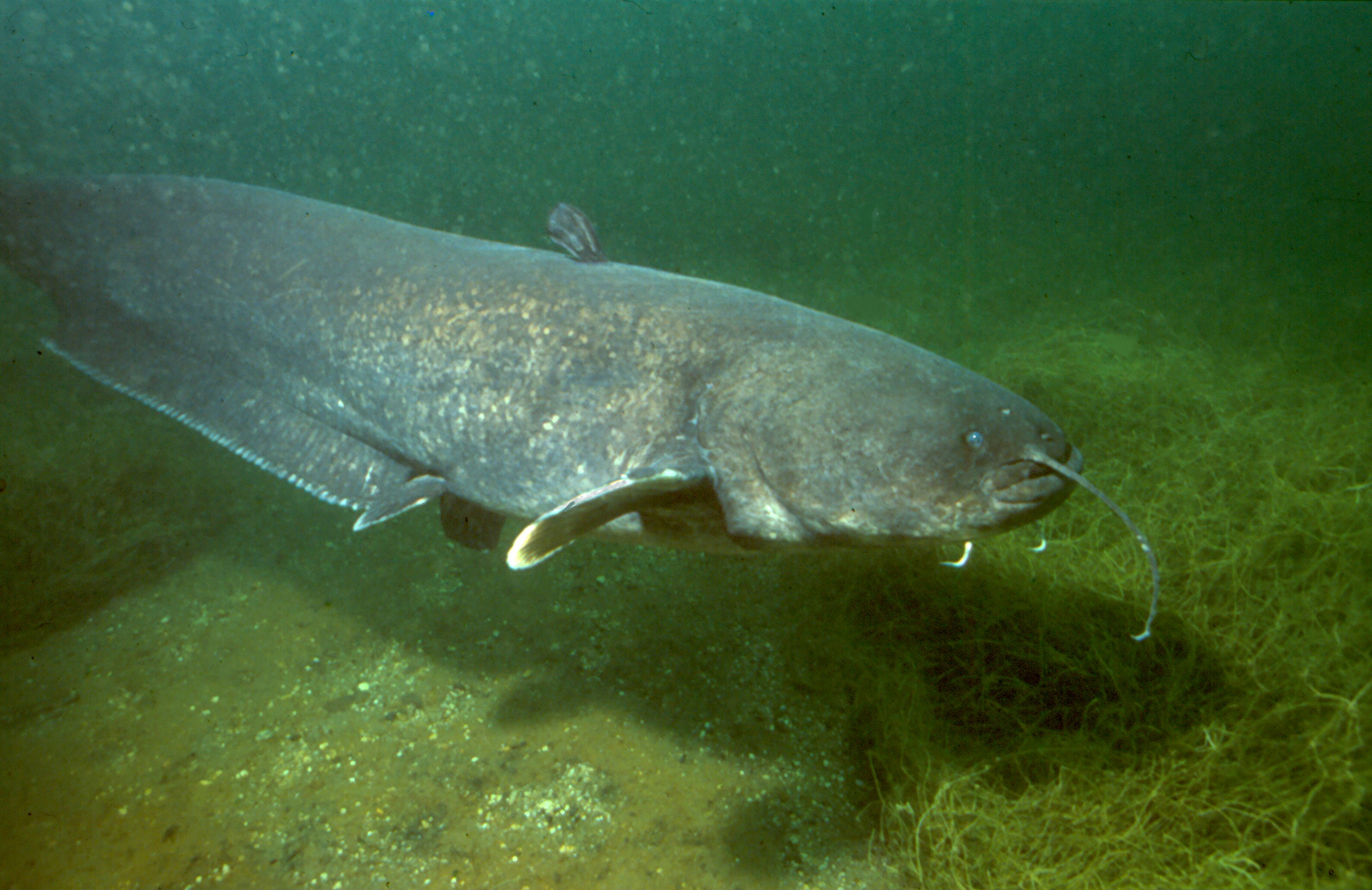
Le Silure glane.